# IC 3468
IC 3468 је елиптична галаксија у сазвјежђу Дјевица која се налази на листи објеката дубоког неба у Индекс каталогу.
Деклинација објекта је + 10° 15' 7" а ректасцензија 12h 32m 14,1s. Привидна величина (магнитуда) објекта IC 3468 износи 12,8 а фотографска магнитуда 13,8. Налази се на удаљености од 16,590 милиона парсека од Сунца. IC 3468 је још познат и под ознакама UGC 7681, MCG 2-32-119, CGCG 70-151, VCC 1422, NPM1G +10.0306, PGC 41552.